# 簿価
簿価（ぼか、英語: book value）とは、資産または負債について適正な会計処理の結果として帳簿に記入されている数値の純額をいう。帳簿価額の略称であり、帳簿残高とも称する。対する言葉として時価がある。
たとえば、固定資産について、当該勘定には取得原価で記入されているが、それに対応する減価償却累計額勘定に償却累計額が記入されている場合には、取得原価からこの累計額を差し引いた額が当該資産の簿価である。